# برود پیک
برود پیک (به انگلیسی: Broad Peak) (همچنین با نام کی۳ نیز شناخته می‌شود) دوازدهمین قله بلند در دنیا با ارتفاع ۸۰۵۱ متر، در رشته‌کوه قراقروم و در شمال شرقی پاکستان واقع شده‌است. این قله در امتداد غربی یخچال بالتورو و در بین دو قله کی۲ و گاشربروم IV قرار دارد. از روی ارتفاعات این قله نمای زیبایی از قله کی۲ به آسانی قابل مشاهده‌است. برودپیک دارای سه قله مجزا است قله اصلی ۸۰۵۱ متر، قله مرکزی ۸۰۱۶ متر و قله شمالی ۷۵۵۰ متر. فقط ۸ کیلومتر با قلهٔ مشهور کی۲ فاصله دارد. این قله به عنوان یکی از قلل هشت هزار متری آسان شناخته شده‌است هر چند که از لحاظ فنی سخت نیست اما به هر حال نمی‌توان آن را به راحتی پشت سر گذاشت چرا که مسیر آن، از میان قلمروی بهمن‌های دائمی است. کمپ پایگاهی در ارتفاع ۵۰۰۰ متر قرار دارد و کمپ‌های میانی در حدود ارتفاع ۶۲۰۰ متر، ۶۸۰۰ متر و ۷۳۰۰ متر واقع شده‌اند. صعود این قله به شرایط جوی وابسته است به‌طوری‌که گاهی می‌توان صعود آن را در طول شش هفته به انجام رسانید. درحالی‌که در مواردی دیگر حتی ممکن است صعود آن به نه هفته نیز کشیده شود.

## علت نامگذاری
نام محلی برودپیک، فایچان کانگری (به انگلیسی: Faichan Kangri)است اما نام اصلی آن اساساً با عنوان کی۳ نامگذاری شده بود، چرا که سومین کوه اندازه‌گیری شده در رشته کوه‌های قراقروم پس از قله مشهور کی۲ بود اما بعدها زمانی که جزئیات و مشخصات این قله به‌طور دقیق‌تری بررسی گردید متوجه شدند که وسعت قله آن به بیش از یک مایل می‌رسد، و بنابراین به نام «برود پیک» یا همان «قله پهناور» نام‌گذاری گردید. این قله همچنین به نام بریتورن سه راسی بسیار بزرگ بالتورو نیز خوانده می‌شود.

## تاریخچه صعود

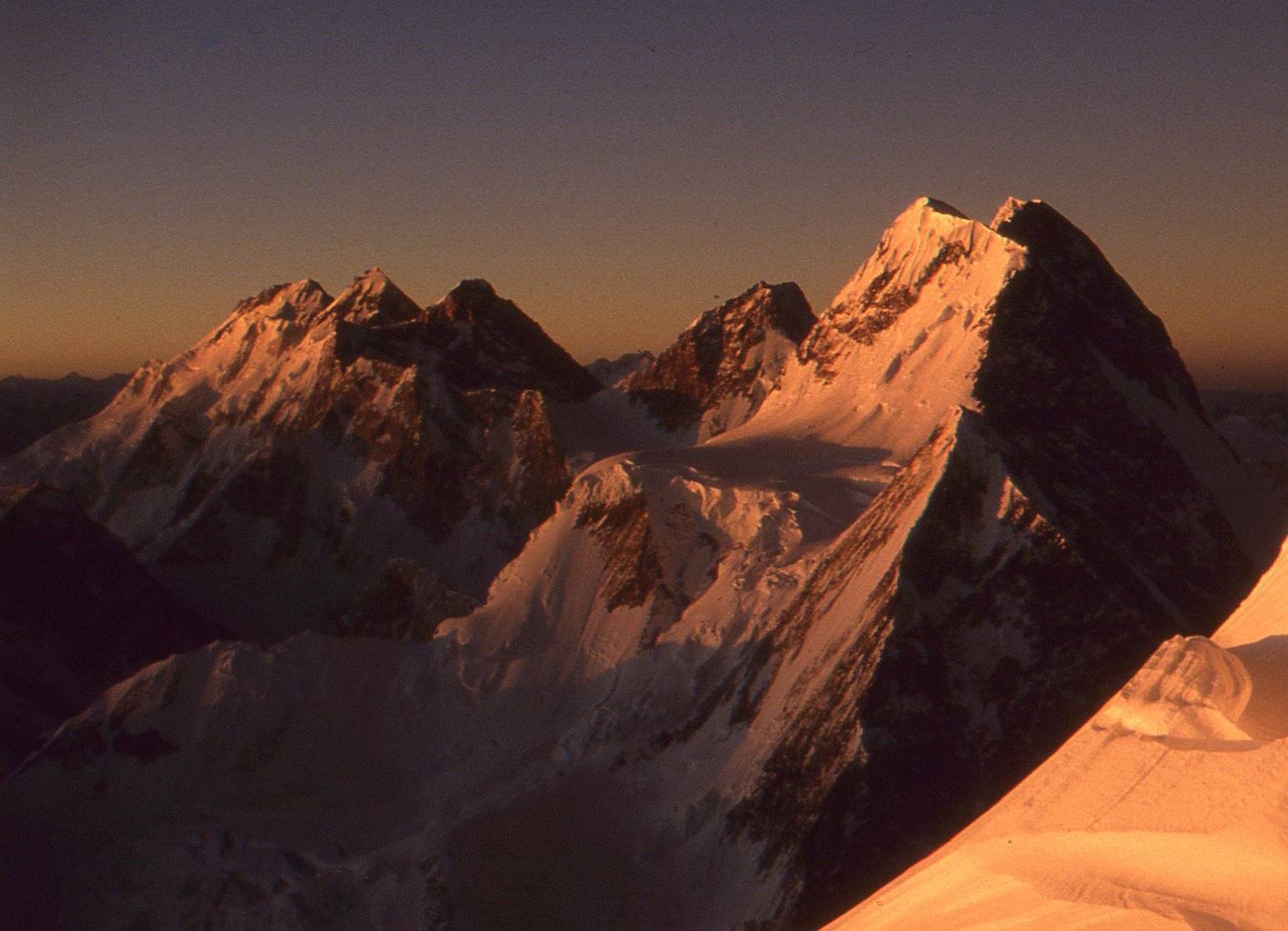
تصویری از برود پیک

در سال ۱۹۵۴ دکتر کارل م. هرلیک کوفر از آلمان غربی سعی کرد این قله را صعود کند. با این وجود هدف اصلی او صعود به قله گاشربروم ۱ بود؛ و نیز گفته شده‌است که او هرچه تلاش کرد تا بتواند باربرها را متقاعد کرده تا بارهایش را تا کنکوردیا و بالای یخچال بالتورو ببرند، موفق نشد. از این رو گروه خود بارها را حمل کردند و تلاش کردند تا از جبهه جنوب غربی به یخچال برود پایینی برسند. اما با این حال این روش با موفقیت مواجه نشد چرا که توفان و دمای بسیار پایین مانع از آن می‌شد.
در سال ۱۹۵۷ یک گروه کوهنوردی اتریشی به قصد صعود به این قله به کشور پاکستان سفر کردند. راهنمای این گروه ماکروز اسکموک بود از دیگر اعضای مهم این تیم کوهنورد فریتز وینتراستلر، کورت دیمبرگر، یک کوهنورد اتریشی، یک عکاس و نیز یک کوهنورد معروف و هرمن بوهل (که به عنوان یکی از بهترین کوهنوردان اتریشی بعد از جنگ شناخته شده‌است) بودند. این صعود منجر به شناسایی یک ستیغ بر روی جبهه غربی کوه گردید؛ بنابراین آنان یک دهلیز برفی را صعود کردند و در ارتفاع ۵۷۹۱ متر اردو زدند.
آنها در حین صعود بهترین استفاده از طناب را کردند که این طناب‌ها توسط گروه اکتشافی آلمانی در سال ۱۹۵۴ ثابت‌گذاری شده بود. در تاریخ بیست و نهم می‌ماه، همه اعضای این گروه کوهنوردی کمپ ۳ را به قصد حمله به قله ترک کردند اما یک طوفان آنان را مجبور ساخت تا به پایگاه برگردند. سرانجام در تاریخ نهم ژوئن سال ۱۹۵۷ مارکوز اسکموک، فریتز وینتراستلر، کورت دیمبرگر و هرمن بوهل موفق شدند این قله را بدون استفاده از اکسیژن و باربرهای ارتفاع بالا صعود کنند. بعد از صعود به این قله بود که اسکموک و وینتراستلر یک قله بدون نام را نیز با ارتفاع ۷۳۶۰ متر صعود کردند. در عرض ۱۰ ساعت آنان ده مایل از گادوین ـ آستن و یخچال‌های ساوایا عبور کردند، و یک دامنه برفی را توسط اسکی تا کمپ در ارتفاع ۶۰۹۶ متر بالا رفتند. در تاریخ ۱۹ ژوئن آنان در عرض دوازده ساعت بقیه قله را صعود نمودند بر روی جبهه جنوب غربی قله، ابتدا با یک برف سخت و سپس در برف پودری عمیق به راه خود ادامه دادند. آنان دقیقاً ۲۵ ساعت بعد از عزیمت‌شان به کمپ پایگاهی بازگشتند.
نام قله دیگر در رشته‌کوه برود، برود پیک میانی یا مرکزی است در بعضی نقشه‌ها ارتفاع آن ۸۰۱۶ متر مشخص شده‌است. در حالی‌که در نقشه‌های دیگر ارتفاع آن را ۸۰۰۰ متر ذکر کرده‌اند گفته شده‌است که این قله در سال ۱۹۷۵ یک بار صعود شده‌است اما به هر حال در سال ۱۹۷۶ یک گروه کوهنوردی اکتشافی فرانسوی به رهبری یان نیک سیگنور تلاش کردند تا این قله را به روش آلپی در امتداد برود پیک اصلی صعود کنند. این گروه چهار نفره نخستین مسیر صعودکنندگان اتریشی را دنبال کرده و همگی برای صعود به آن تلاش کردند اما با این حال فقط توانستند تا ارتفاع ۷۹۲۵ متر بالا روند؛ و در نهایت این گروه کوهنوردی به دلیل شرایط جوی نامناسب مجبور شدند تا به پایین برگردند. یک کوهنورد کوهنوردی اسپانیایی شش نفره قله برود پیک مرکزی را در سال ۱۹۸۷ صعود کردند که رهبر این گروه جوزف استراچ بود.
سومین قله در سلسله جبال برود، برود پیک شمالی است در این مورد نیز بعضی نقشه‌ها ارتفاع آن را ۷۵۳۸ متر نشان داده‌اند، در حالی‌که در منابع و نقشه‌های دیگر ارتفاع آن ۷۵۵۰ متر ذکر شده‌است. یک گروه کوهنوردی ایتالیایی که توسط رِناتو کاساروتو راهنمایی می‌شدند، تلاش کردند تا آن را در سال ۱۹۸۲ صعود کنند، اما این کوشش با عدم موفقیت مواجه شد. این گروه ارتفاع این قله را ۷۶۰۰ متر ذکر می‌کنند. اما سرانجام کاساروتو موفق شد که این قله را در سال ۱۹۸۳ صعود کند.
از زمان نخستین صعود به این قله در سال ۱۹۷۵ تا اوت ۲۰۰۳، برود پیک ۲۵۵ بار صعود شده‌است؛ که تعداد ۱۷ نفر در این مسیر جان خود را از دست داده‌اند؛ بنابراین میزان مرگ و میر در حدود ۷ درصد محاسبه شده‌است که می‌توان این مقدار را با میزان مرگ و میر قله اورست که ۹ درصد است، مقایسه کرد. به هر حال این قله یکی از ساده‌ترین قلل ۸۰۰۰ متری است، اما ریسک ریزش بهمن را نمی‌توان نادیده گرفت.

## مسیرها
نخستین صعود قله اصلی برودپیک در سال ۱۹۵۷ از سوی تیمی از کوه نوردان اتریشی به سرپرستی مارکوس شامو و همراهی کوه‌نورد برجسته هرمان بول صورت گرفت.

## مسیر ایران
دومین تلاش در تیر ماه ۱۳۹۰ به سرپرستی کیومرث بابازاده از ایران تیم را سرپرستی می‌کرد. اعضای تیم آیدین بزرگی، مجتبی جراحی، پویا کیوان، افشین سعدی، و رامین شجاعی بوده‌اند. تیم پس از حدود ۵۰ روز تلاش، و صعود تا ارتفاع ۷۴۵۰به دلیل خرابی هوا و اتمام فصل صعود مجبور به اتمام برنامه شد. در تاریخ ۲۲ تیر ۹۲ سه کوهنورد ایرانی به نام‌های پویا کیوان، آیدین بزرگی و مجتبی جراحی مسیر جدیدی در رخ جنوب غربی برودپیک به نام مسیر ایران گشایش کردند و پرچم ایران را بر روی ارتفاع ۸۰۵۱ متری قله برودپیک به اهتزاز درآوردند؛ ولی در مسیر برگشت دچار سانحه شدند و در ارتفاع ۷۴۰۰ متری گم شدند.

## صعودکنندگان
- عظیم قیچی‌ساز کوهنورد ایرانی در سال ۱۳۸۷ به این قله صعود کرد.
- پویا کیوان، آیدین بزرگی و مجتبی جراهی سه کوهنورد ایرانی در سال ۱۳۹۲ به این قله صعود کردند و مسیر جدیدی به نام مسیر ایران را گشودند.
- افسانه حسامی فرد در چهارشنبه ۵ مرداد ۱۴۰۱ به عنوان اولین بانوی ایرانی موفق به صعوود این قله شد.

## گم شدن کوهنوردان ایرانی
۳ کوهنورد ایرانی به نام‌های پویا کیوان، آیدین بزرگی و مجتبی جراحی ۲۷ تیر ۱۳۹۲ بعد از صعود به قله هنگام بازگشت مسیر را گم کرده و ناپدید شدند. به گزارش سایت تخصصی BMCدر بارهٔ این صعود آمده:سه کوهنورد جوان ایرانی در راه عبور از مسیر جدید گـُردهٔ سنگی و یخی مسیر را کاملاً از روی آن پشت سر گذاشتند، یک پلهٔ سنگی سست و ناپایدار به ارتفاع ۳۰ متر و شیب یخی ۷۵ درجه را صعود کردند و در این صعود ۱۶۰۰ متر طناب ثابت نصب کردند. آن‌ها برای رسیدن به قله مجبور به شب مانی در ارتفاع بالای ۷۰۰۰شدند که به جرئت می‌توان ادعا کرد شگفتی کار این جوانان در صعود به برودپیک بود. کوهنوردان ایرانی در سه ارتفاع ۷۳۵۰، ۷۴۵۰ و نزدیک ۸۰۰۰ متر شب را به روز رساندند.
آخرین تماس از گروه کوهنوردی در تاریخ ۲۹ تیر ساعت ۱۹:۳۰ به وقت محلی برقرار شد. آیدین بزرگی در این تماس اعلام کرد که تغییر محل داده‌اند و ارتفاع آن‌ها ۳۵۰۰ متر است. امری که با توجه به محل اولیه گم شدن کوهنوردان محال به نظر می‌رسید. در تاریخ ۳۰ تیر هلیکوپتر در نزدیکی منطقه گم شدن کوهنوردان پرواز و عکس‌برداری کرد. در بررسی عکس‌های به دست آمده از پرواز دو نقطه مشکوک تعیین شد، ولی نتیجه‌ای در برنداشت. در تاریخ ۳۱ تیر مختصات کوهنوردان از طریق دستگاه جی‌پی‌اس ماهواره‌ای آن‌ها به دست آمد؛ ولی با توجه به بدی آب هوای منطقه پرواز انجام نشد.
توماس لامل، کوهنورد آلمانی و مسئول امداد کوهستان در تاریخ ۱ مرداد ۱۳۹۲ اعلام کرد که به عقیده او کوهنوردان ایرانی جان باخته‌اند. این در حالی بود که از روز ۲۹ تیر، دیگر تماسی از طرف گروه با امدادگران برقرار نشده بود. او گفت آن‌ها نمی‌توانند بعد از شش روز در این ارتفاع زنده باشند.
تلاش برای بازگرداندن اجساد کوهنوردان توسط گروه امداد در روز ۱ مرداد انجام شد. این در حالی است که به دلیل بدی آب‌وهوا هلیکوپتر فقط توانست تا ارتفاع ۶۰۰۰ متری به‌طور عمودی پرواز کند و موفق به انجام گشت نشد.
در روز ۳ مرداد نشستی با حضور خانواده‌های این کوهنوردان و دست‌اندرکاران برنامهٔ برودپیک، هیئت مدیرهٔ باشگاه آرش و گروهی از کارشناسان برگزار شد که در آن پس از گفتگو دربارهٔ شرایط منطقه و نظرات کوهنوردان و راهنمایان حاضر در منطقه و دیگران، خانواده‌های کوهنوردان با پذیرش نظر کارشناسان، موافقت خود را با پایان یافتن عملیات جستجو اعلام کردند.